# پائولینا دودک
پائولینا دودک (انگلیسی: Paulina Dudek؛ زادهٔ ۱۶ ژوئن ۱۹۹۷) بازیکن فوتبال اهل لهستان است.
وی همچنین در تیم‌های ملی فوتبال Poland women's national under-17 football team و زنان لهستان بازی کرده‌است.